# Кро де Монвер
Кро де Монвер (фр. Cros-de-Montvert) насеље је и општина у централној Француској у региону Оверња, у департману Кантал која припада префектури Оријак.
По подацима из 2011. године у општини је живело 213 становника, а густина насељености је износила 7,27 становника/km². Општина се простире на површини од 29,28 km². Налази се на средњој надморској висини од 577 метара (максималној 703 m, а минималној 304 m).

## Демографија
| 1962. | 1968. | 1975. | 1982. | 1990. | 1999. | 2011. |
| ----- | ----- | ----- | ----- | ----- | ----- | ----- |
| 315   | 370   | 305   | 253   | 261   | 225   | 213   |

График промене броја становника у току последњих година